# Har Ukhman
Har Ukhman (hebreiska: הר אכמן) är en kulle i Israel.   Den ligger i distriktet Norra distriktet, i den norra delen av landet. Toppen på Har Ukhman är 424 meter över havet.
Terrängen runt Har Ukhman är kuperad, och sluttar brant västerut. Runt Har Ukhman är det ganska tätbefolkat, med 90 invånare per kvadratkilometer. Närmaste större samhälle är Maalot Tarshīhā, 7,2 km sydost om Har Ukhman. Trakten runt Har Ukhman består till största delen av jordbruksmark.